# Condado de Todd (Minnesota)
O Condado de Todd é um dos 87 condados do estado americano de Minnesota. A sede do condado é Long Prairie, e sua maior cidade é Staples. O condado possui uma área de 2 536 km² (dos quais 97 km² estão cobertos por água), uma população de 24 426 habitantes, e uma densidade populacional de 10 hab/km² (segundo o censo nacional de 2000). O condado foi fundado em 1855.